# 2S5 Giatsint-S
Il 2S5 Giatsint-S (Russo: 2С5 «Гиацинт-С»; Italiano: Giacinto) è un pezzo d'artiglieria semovente sovietico da 152 mm, con una gittata di 28 km con proiettile normale, e 33 km con munizionamento speciale semi-autopropulso. Il cannone può sparare anche munizionamento a testata nucleare della potenza di 0,1-2 kT. Introdotto in servizio nell'esercito sovietico durante il corso della guerra fredda, fu utilizzato durante la Guerra in Afghanistan (1979-1989), ed esportato in Finlandia. Dopo la dissoluzione dell'Unione Sovietica fu immesso in servizio negli eserciti della Russia, che lo ha utilizzato durante la prima guerra cecena, Bielorussia, Georgia, Ucraina, che lo ha utilizzato durante la guerra del Donbass, Uzbekistan, e risulta esportato in Eritrea ed Etiopia.

## Storia

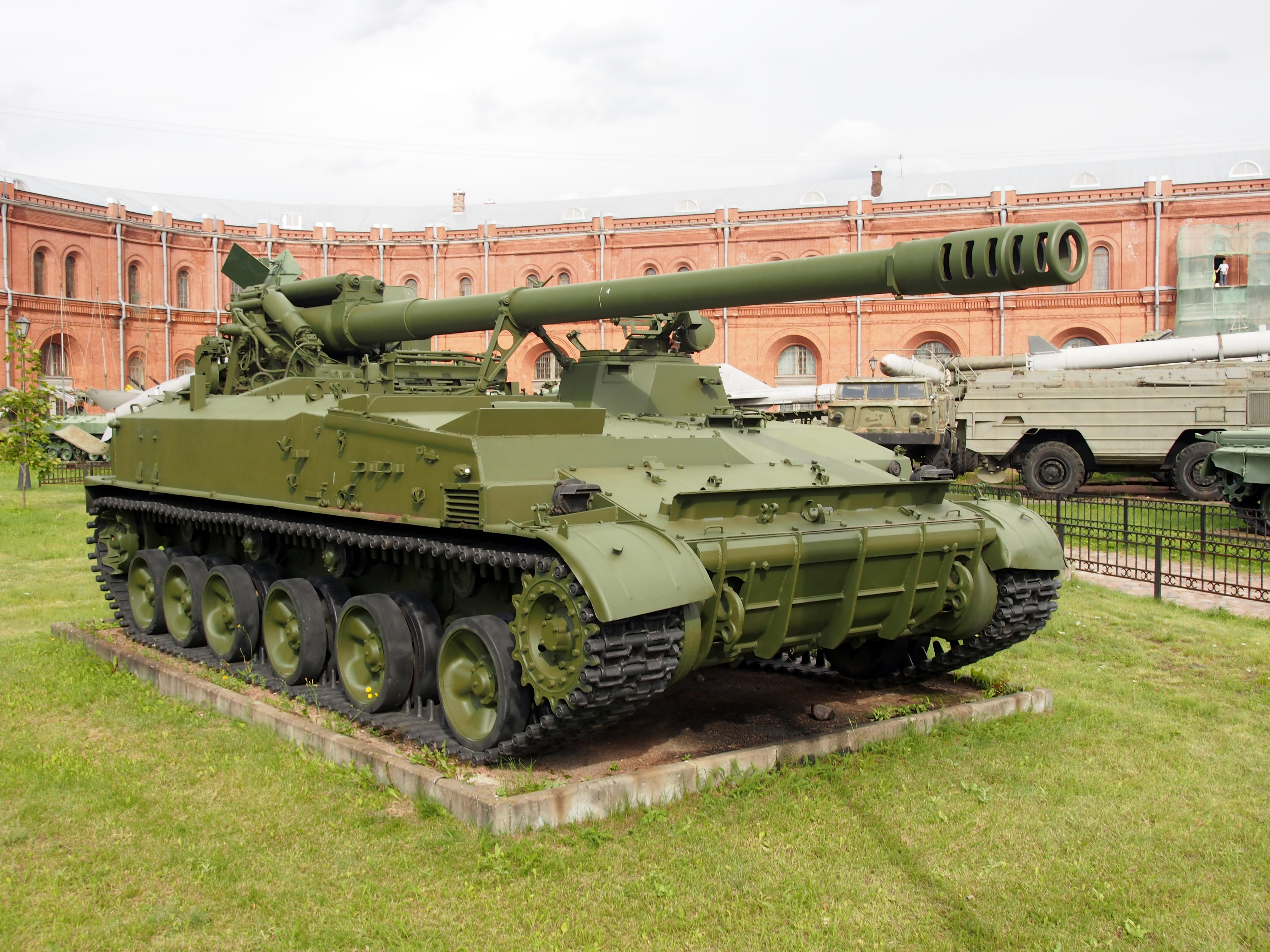
Un semovente 2S5 Giatsint sposto presso il Museum of Artillery, Engineer and Signal Corps di San Pietroburgo.

Sviluppato a partire dalla fine degli anni sessanta/inizio anni settanta del XX secolo, inizialmente noto come Izdelie 307, fu completato a livello di prototipo nel 1972. Il nuovo sistema d'arma 2S5 Giatsint fu accettato dall'esercito sovietico nel 1974, come versione semovente del cannone da 152/49 mm 2A36 Giatsint-B, ed entrò in produzione nel 1976. Lo scafo adottato fu quello Uraltransmaš serie GM-300 del semovente 2S3 Akatsiya da 152/29 mm, dotato di grande mobilità su ogni tipo di terreno. Alla sua apparizione il nuovo semovente fu designato dalla NATO Donguz, ed entrò in servizio, con precedenza sul cannone dello stesso calibro, a partire dal 1978 rimpiazzando parzialmente i cannoni M46 da 130 mm su affusto ruotato nei battaglioni delle brigate di artiglieria pesante dell'Armata Rossa, a livello di Armata.

## Tecnica

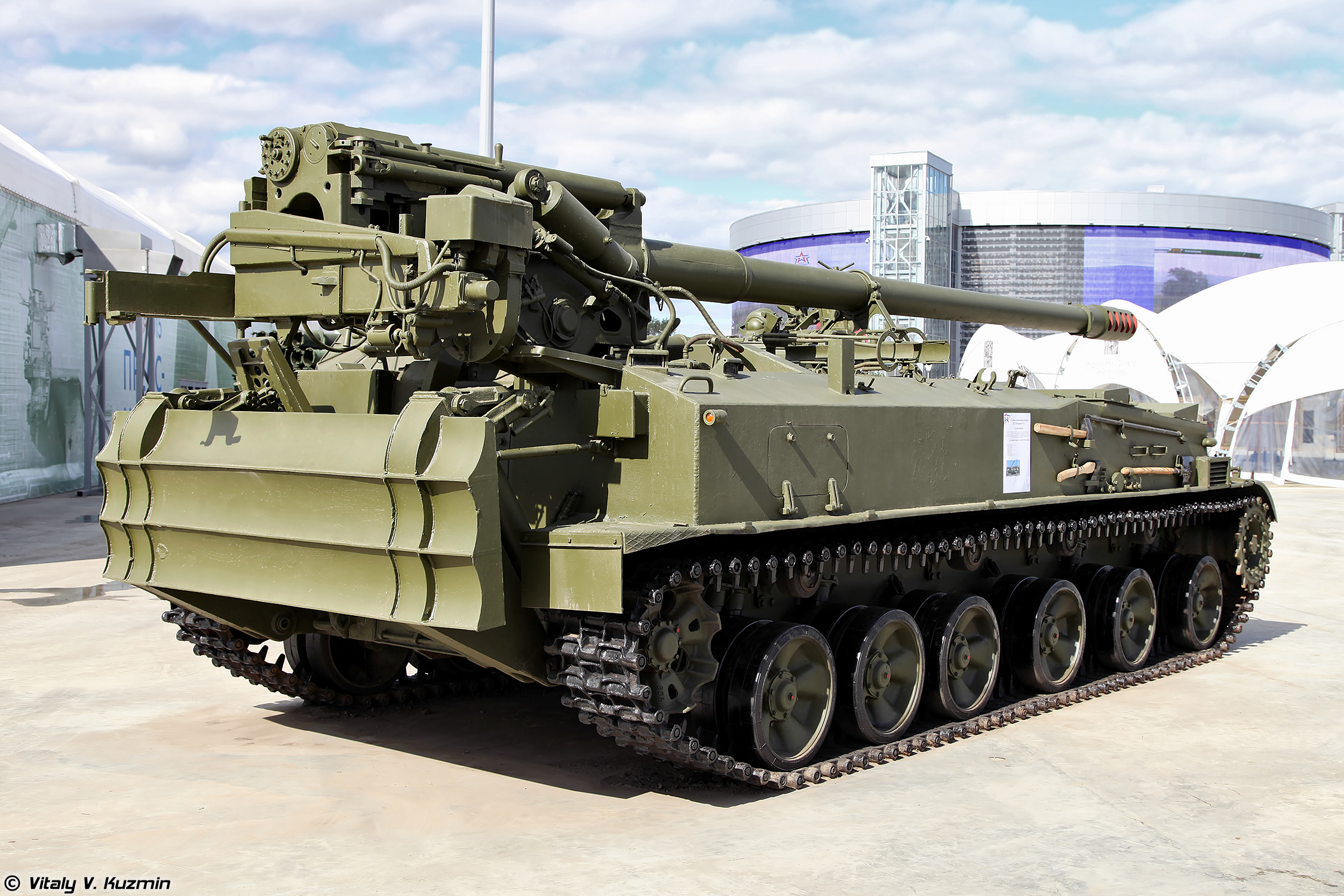
Vista posteriore di un semovente 2S5 Giatsint, notare il cannone da 152/49 mm 2A37.

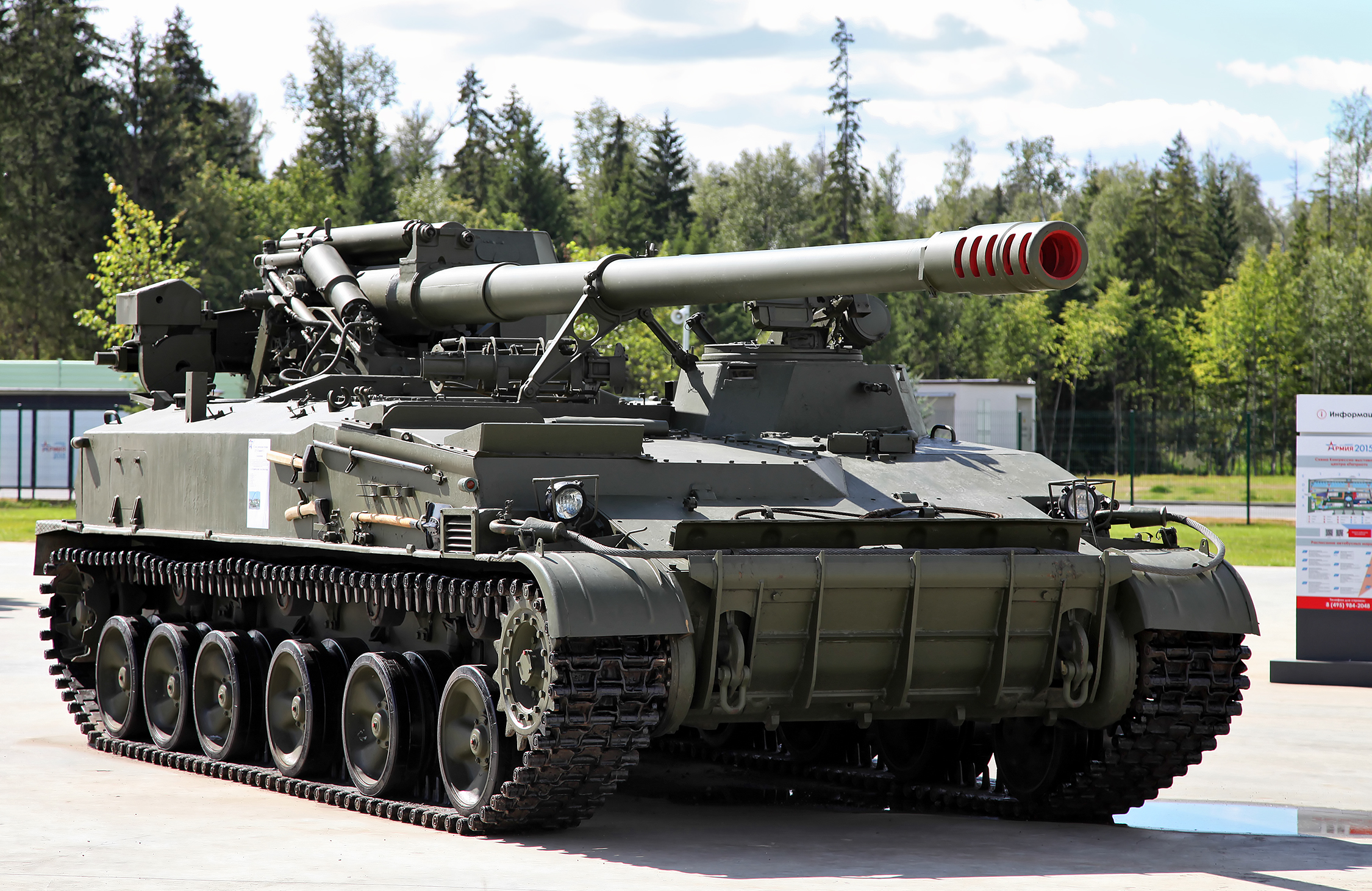
Vista anteriore dello stesso mezzo.

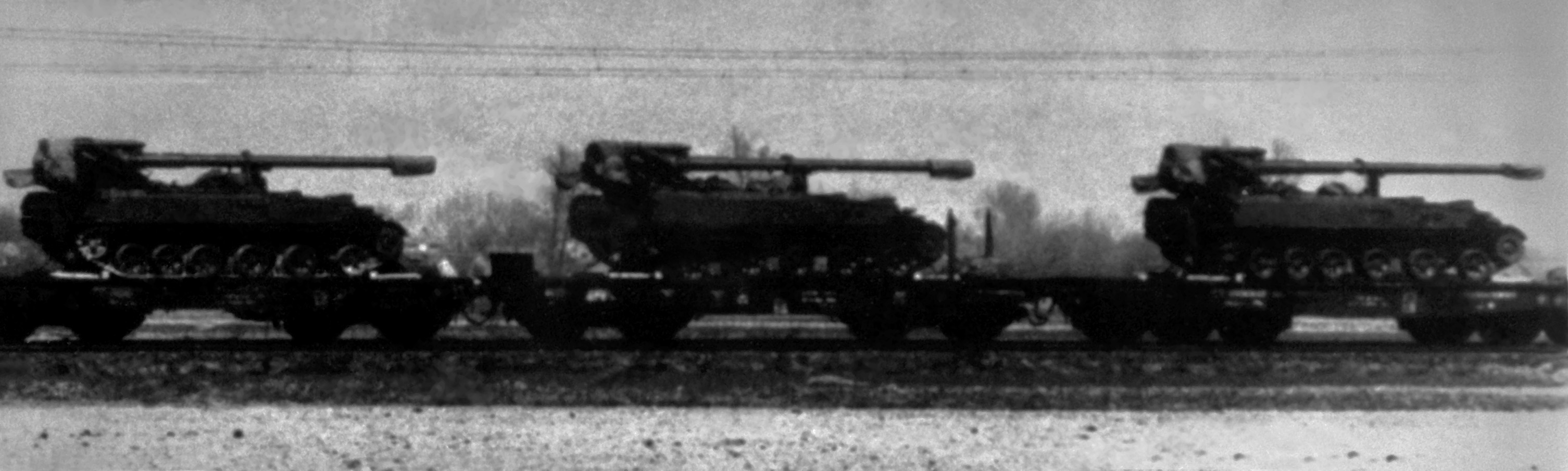
Tre semoventi 2S5 Giatsint trasportati su mezzo ferroviario. Foto tratta da Soviet Military Power del 1983, pagina 40.

Il nuovo semovente d'artiglieria, aveva la velocità e la potenza di fuoco come elementi prevalenti nella progettazione. Il cannone era montato esternamente, sulla parte posteriore dello scafo, con solo un piccolo scudo, posto davanti alla postazione del puntatore, come difesa passiva. Durante la marcia gli addetti trovavano posto all'interno di un vano posto in posizionecentro-posteriore, ed accessibile tramite un portello posizionato sul retro dello scafo. Tale vano, con pareti spesse 15 mm, protegge l'equipaggio dal fuoco delle armi leggere, e dalle schegge dovute all'esplosione di granate. Il conducente, posizionato sulla sinistra della parte anteriore dello scafo, dispone per la visione esterna di due iposcopi diurni, o di uno diurno e uno notturno. Il capopezzo è posizionato in una sovrastruttura, posta subito dietro il conduttore, dotata di cupola armata con mitragliatrice PKT da 7,62 mm azionabile dall'interno, tramite telecomando. Il munizionamento disponibile per la mitragliatrice è pari a 1.500 colpi. Sulla parte anteriore era installata una lama da buldozer, imbullonata alla piastra inferiore, per la rimozione di ostacoli e per la preparazione autonoma della postazione di tiro.
Sulla parte destra dello scafo era ricavato il vano motore, dove trovava posto un diesel sovralimentato,  V-59 a 12 cilindri, raffreddati a liquido, erogante la potenza di 520 CV (388 kW, accoppiato ad una trasmissione manuale. La velocità massima raggiungibile su strada era di 63 km/h, l'autonomia era pari a 500 km, ed il mezzo disponeva di una capacità di guado senza preparazione di 1,25 m. La pendenza massima superabile era del 25%, e il veicolo poteva superare trincee di 2,5 m e ostacoli verticali di 0,7 m.
Il cannone 2A37 in calibro 152/49 mm dispone di una elevazione da -2° a +57° e di un movimento in azimuth di 15° sia verso destra che verso sinistra. I movimenti vengono tramite servomeccanismi elettrici, associati a comandi manuali in caso di emergenza. Il pezzo è lungo 8,33 m, largo 3,25 m e alto 2,76 m, e ci vogliono 3 minuti per metterlo in configurazione di tiro, ed altrettanti per lasciarla. Il puntatore è seduto sulla sinistra del cannone, protetto da una scudatura, e dispone di un congegno di puntamento meccanico PG-1M, con sistema di direzione del fuoco OP4M-91A. Il sistema di caricamento semiautomatico con comando a distanza, consente un rateo di tiro di 5-6 colpi al minuto, e fa sì che i proiettili e le cariche di lancio serventi lavorino meno. Esso è composto da un calcatoio azionato elettricamente posto a sinistra della culatta, e da un braccio meccanico posizionato a destra, alle cui estremità sono presenti due cucchiaie nelle quali i serventi pongono rispettivamente proiettile e bossolo con le cariche di lancio. All'interno del mezzo vi è il deposito munizioni con 30 colpi di pronto impiego, ognuno del peso di 46 kg, con rispettive cariche di lancio da 34 kg, ma i colpi possono essere depositati anche all'esterno del veicolo in caso di fuoco prolungato. Il munizionamento disponibile comprende proiettili a propulsione semi-assistita HE-FRAG, HEAT, cluster, nebbiogeno e uno speciale munizionamento tattico a carica nucleare della potenza di 0,1-2 kT.
IL semovente dispone di completa protezione per operare in ambiente NBC.

## Impiego operativo
La produzione del 2S5 Giatsint-S iniziò nel 1976, e fu seguita dal modello su affusto ruotato 2A36 Gaitsint-B. Conosciuto negli Stati Uniti anche con la denominazione di M1981, e stato prodotto fino al 1991 in oltre 1.000 esemplari. Esportato in 18 esemplari, consegnati all'esercito finlandese, nel corso degli anni della guerra fredda, non ebbe alcun impiego bellico, mentre quelli appartenenti all'esercito sovietico furono impiegati attivamente nel corso della Guerra in Afghanistan (1979-1989).
Dopo la dissoluzione dell'Unione Sovietica fu immesso in servizio in Russia Bielorussia (120 esemplari), Georgia, Ucraina (24 esemplari) che lo ha impiegato nel 2014 durante la guerra del Donbass, e in Uzbekistan. Nel 1997 l'esercito russo ne schierava al di qua della catena degli Urali 449 esemplari, e alcuni di essi vennero impiegati nel corso della prima guerra cecena (1994-1996).

## Paesi utilizzatori
- Bielorussia: 120[7]
- Eritrea: 13 semoventi 2S5
- Etiopia: 10 semoventi 2S5

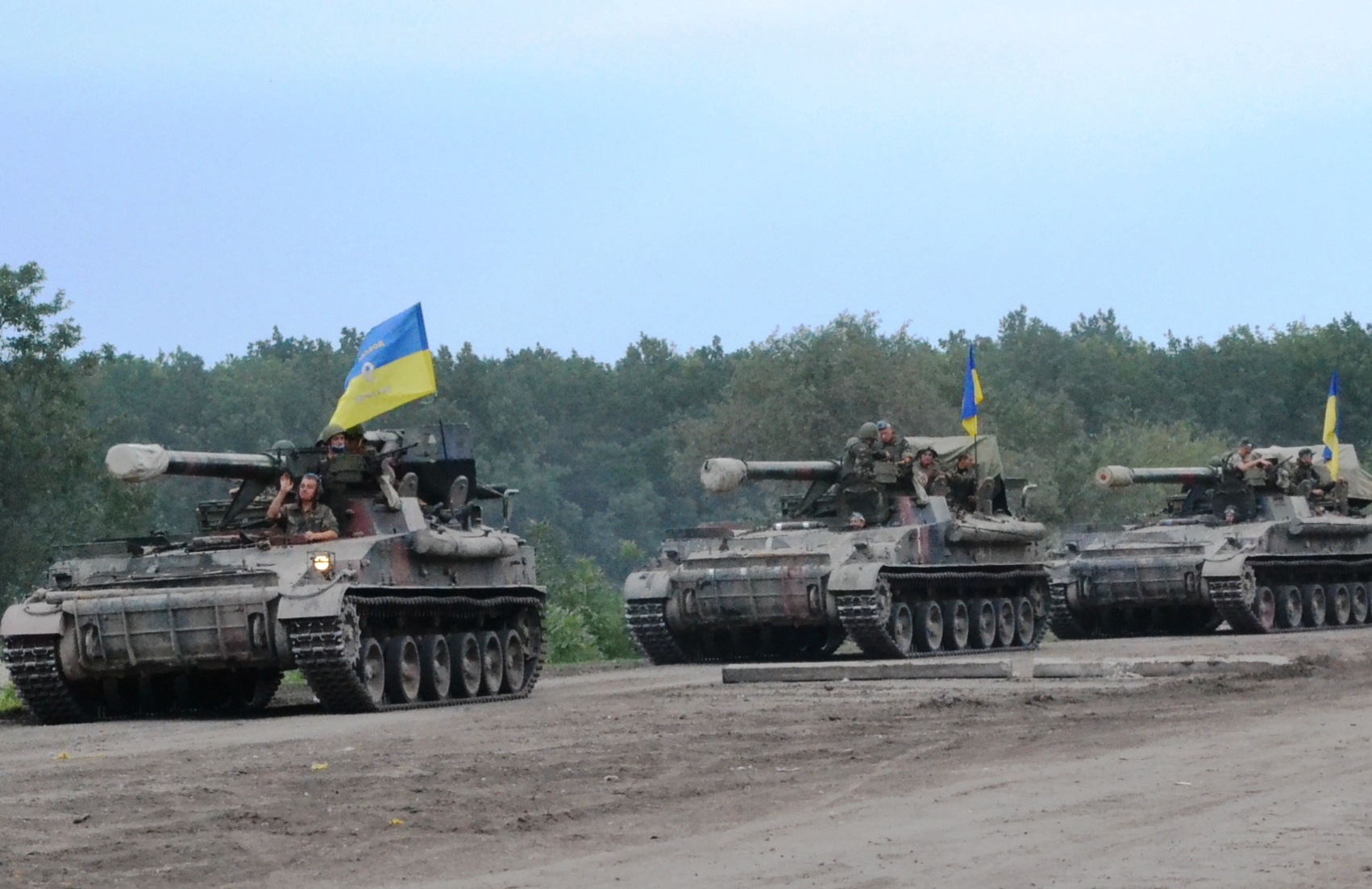
Semoventi d'artiglieria 2S5 Giatsint dell'esercito ucraino impiegati nella guerra del Donbass nel 2014.

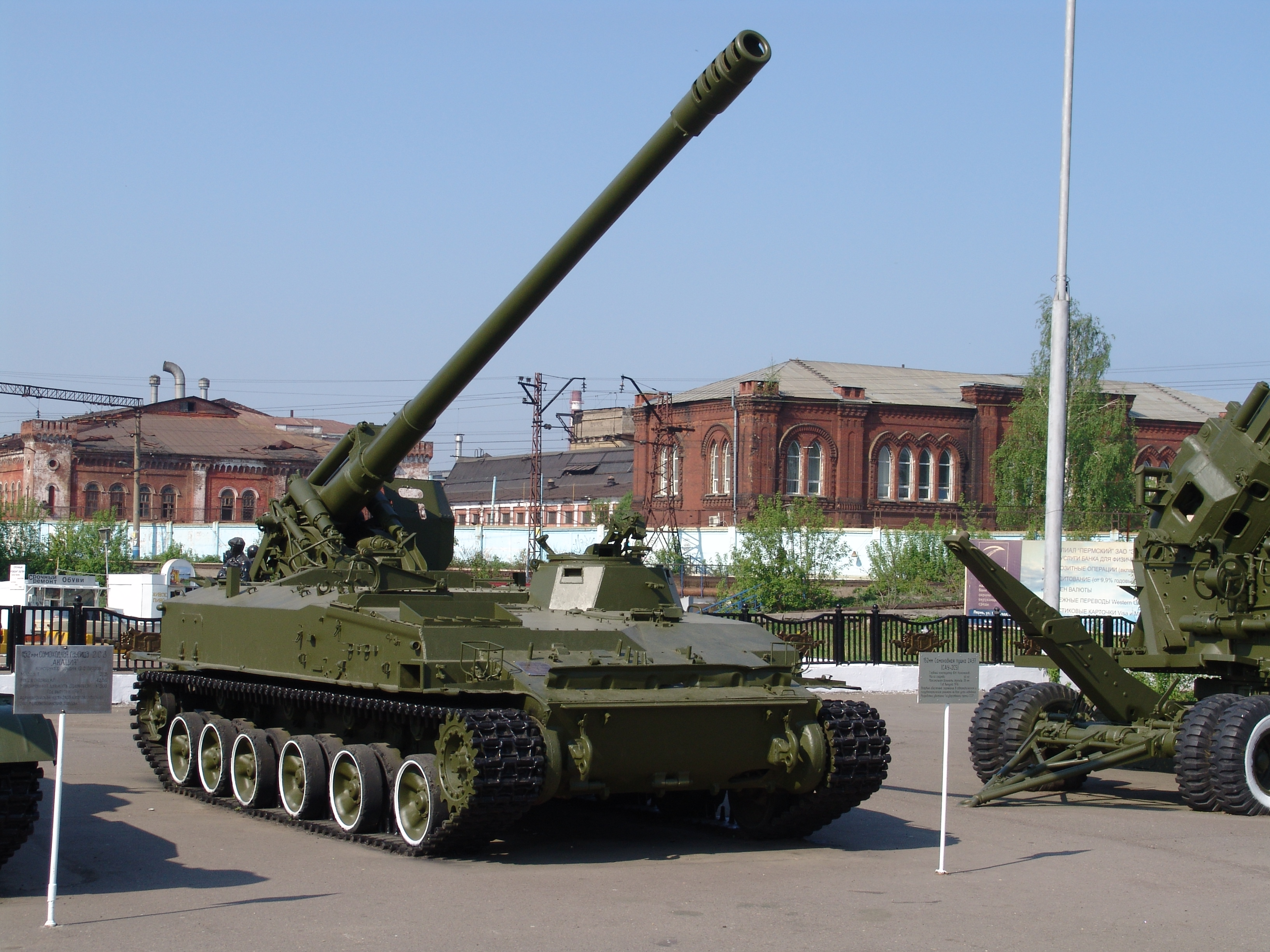
Un semovente d'artiglieria 2S5 Giatsint con il cannone alla massima elevazione.

- Finlandia: 18 unità, conosciuto come 152 TELAK 91.
- Georgia
- Russia:
  - Esercito: 399 unità (+500 in riserva)
  - Marina: 170 unità (+ alcuni in riserva)
- Ucraina - 24 2S5[8]
- Uzbekistan - alcuni 2S5

### Annotazioni
1. ↑  Impiegato anche dai semoventi 2S3 e SA-4 Ganef.
2. ↑  In configurazione di sparo vengono inseriti posteriormente nel terreno due vomeri, azionati idraulicamente, per dare maggiore stabilità alla piattaforma.
3. ↑  Sono gli stessi sistemi utilizzati dal sistema lanciarazzi BM-21 MLRS russo in calibro 122 mm.
4. ↑  Queste ultime hanno il bossolo in ottone.
5. ↑  I proiettili sono posizionati verticalmente a sinistra del magazzino, mentre le cariche di lancio sono a destra suddivise in gruppi di 10, o poste all'esterno del veicolo.